# 第12回 BFA U-18アジア選手権大会
第12回　BFA　U-18アジア野球選手権は、アジア野球連盟が主催する、16歳から18歳のアジア各国・地域代表選手で競われる野球の国際大会「BFA U-18アジア選手権大会」の第12回大会である。7ヵ国・地域参加により、2018年9月3日から9月9日までの期間、宮崎県で開催された。

## 出場国・地域
| グループA  | グループB              |
| ---------- | ---------------------- |
| 日本       | 中国                   |
| 香港       | チャイニーズ・タイペイ |
| 韓国       | パキスタン             |
| スリランカ | インドネシア           |

## 試合形式
* ファーストラウンド
出場8チームがグループAとグループBの各4チームに別れて総当たり戦を行う。
* スーパーラウンド
「グループAの1位2位チーム」と「グループBの1位2位チーム」がそれぞれ対戦を行う（同グループ1位2位との試合は行われず、ファーストラウンドでの対戦結果がそのままセミファイナルラウンドの成績として適用される）。
- ファイナルラウンド

スーパーラウンド上位2チームが決勝戦・下位2チームが3位決定戦を行う。それ以外のチームはコンソレーションラウンドへ進む。